# Echinus (Wein)
Echinus ist die lateinische Bezeichnung für eine Gerätschaft zum Filtrieren von Wein.
In römischer Zeit waren unterschiedliche siebartige, feindurchbohrte Metallgefäße zum Filtrieren von Wein in Gebrauch (colum vinarium). Einige von ihnen wurden wegen ihrer an einen Seeigel erinnernden Form echinus genannt. Man benutzt sie als tragende Unterlage für den Seihsack (saccus vinarius). In der frühen Kaiserzeit lösten sie in dieser Funktion die von Columella beschriebenen Weidengeflechte (De re rustica IX.15 12) ab.
Im Gegensatz zu heute wurden damals nicht ganze Gebinde filtriert, sondern lediglich die Menge an Wein, die man bei Tisch zu trinken beabsichtigte. Dies geschah direkt bei der Tafel.